# هنري دوفال
هنري دوفال (بالفرنسية: Henri Auguste Duval)‏ (و. 1777 – 1814 م) هو عالم نبات، وطبيب فرنسي، ولد في ألونسون، توفي في باريس، عن عمر يناهز 37 عاماً.